# 勒蒂特尔
勒蒂特尔（法語：Le Titre，法語發音：[lə titʁ]）是法国上法蘭西大區索姆省的一个市镇，属于阿布维尔区。

## 地理
勒蒂特尔（50°11'19"N, 1°48'5"E）面积4.51 平方千米，位于法国上法蘭西大區索姆省，该省份为法国北部沿海省份，北起加来海峡省和北部省，西接滨海塞纳省和大西洋英吉利海峡，南至瓦兹省，东临埃纳省。
与勒蒂特尔接壤的市镇（或旧市镇、城区）包括：拉莫特比勒、欧维莱尔、努维永、萨伊弗利博库尔。

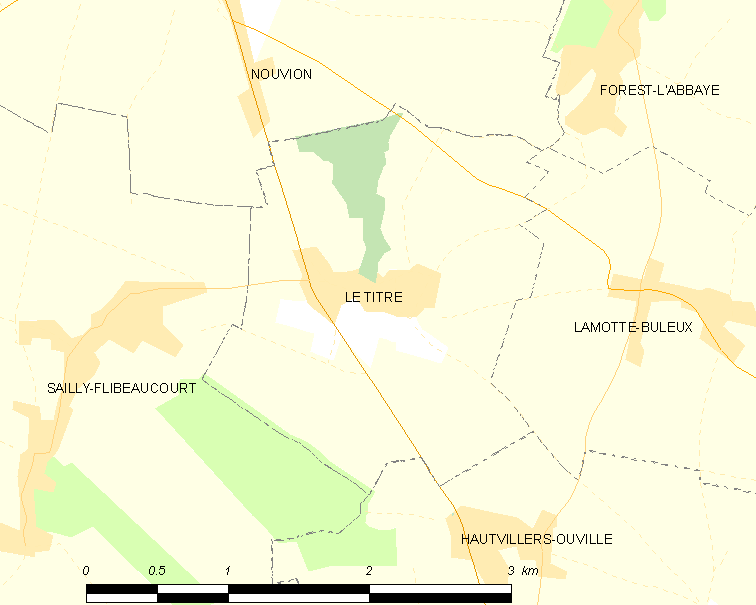
勒蒂特尔的OSM定位图

勒蒂特尔的时区为UTC+01:00、UTC+02:00（夏令时）。

## 行政
勒蒂特尔的邮政编码为80132，INSEE市镇编码为80763。

## 政治
勒蒂特尔所属的省级选区为阿布维尔第一县。

## 人口

1962-2008年间勒蒂特尔人口变化图示

勒蒂特尔于2022年1月1日时的人口数量为339人。